# Jorge De Paula
Jorge De Paula (Monte Plata, 10 de noviembre de 1978) es un lanzador diestro dominicano que jugó en las Grandes Ligas de Béisbol entre 2003 y 2005 para los Yanquis de Nueva York. 

## Carrera
El 13 de enero de 1997, De Paula firmó con los Rockies de Colorado y jugó en su organización hasta el 20 de abril de 2001, cuando fue enviado a los Yanquis de Nueva York como el Jugador a Ser Nombrado Más Tarde por Craig Dingman.
De Paula jugó en las ligas menores de los Yankees hasta el 2003. Después de pasar la mayor parte del año con el equipo de Triple-A, Columbus Clippers, lanzó en las Grandes Ligas para los Yankees de Nueva York desde 2003 hasta 2005. La primera vez que lanzó para el equipo después del callups de septiembre en la temporada 2003, pero su presencia no fue valorada hasta el comienzo de la temporada 2004, cuando fue quinto abridor del equipo. Sin embargo, después de sólo una apertura y dos apariciones como relevista, estaba claro que necesitaba una cirugía Tommy John, y no volvió a lanzar en las Grandes Ligas hasta el 2 de septiembre de la próxima temporada.
En 2007, De Paula lanzó en la organización de los Rockies nuevamente, jugando para el equipo de Doble-A, Tulsa Drillers, y de Triple-A Colorado Springs Sky Sox. El 22 de abril de 2008, De Paula firmó con los Edmonton Cracker Cats de la Golden Baseball League.
En 2009, lanzó para Saraperos de Saltillo y Tigres de Quintana Roo en la Liga Mexicana de Béisbol.